# Kabinett Nebenius II
Das Kabinett Nebenius II  bildete vom 28. März 1845 bis zum 19. Dezember 1846  die Landesregierung von Baden.
| Amt                                                                | Name                                                    |
| ------------------------------------------------------------------ | ------------------------------------------------------- |
| Kabinetts- und Staatsminister als Präsident des Staatsministeriums | Christian Friedrich von Boeckh nur bis zum 3. März 1846 |
| Inneres                                                            | Karl Friedrich Nebenius                                 |
| Äußeres und großherzogliches Haus                                  | Alexander von Dusch                                     |
| Justiz                                                             | Isaak Jolly                                             |
| Finanzen                                                           | Franz Anton Regenauer                                   |
| Krieg                                                              | Eugen Freiherr von Freydorf                             |
| Staatsrat                                                          | Johann Baptist Bekk                                     |
| Ohne Geschäftsbereich                                              | Schwarzwald                                             |